# Sankt Corona am Wechsel
Sankt Corona am Wechsel è un comune austriaco di 391 abitanti nel distretto di Neunkirchen, in Bassa Austria.